# Stefanie Arend (Yogalehrerin)
Stefanie Arend (* 1975 in Köln) ist eine deutsche Yogalehrerin, Ernährungsberaterin und Sachbuchautorin.

## Leben und Wirken
Stefanie Arend arbeitete als Assistentin der Geschäftsleitung bei der Kölnischen Rückversicherung, bevor sie sich von internationalen Yogalehrern ausbilden ließ. Sie absolvierte mehrere Schulen, bis sie im Yin Yoga ihren Stil erkannte. Als Yogalehrerin höchsten Ausbildungsgrades (E-RYT 500) betrieb sie von 2007 bis 2015 ein Yogastudio inklusive Praxis für Ernährungsberatung in St. Johann. Dort lehrte sie neben Yin-Yoga auch Hatha Yoga und Vinyasa-Flow. 2012 fokussierte sie sich auf die Aus- und Weiterbildung von Yogalehrern. Seit 2015 trainiert Arend ausschließlich andere Lehrer.
Ihre Erkenntnisse lehrt sie regelmäßig bei verschiedenen Veranstaltungen wie zum Beispiel der Yoga Conference Germany. Fachvorträge hält sie insbesondere zu ihrem Spezialgebiet Faszien. Dazu kooperiert sie mit   Wissenschaftlern wie   Robert Schleip, der ebenfalls auf Faszien spezialisiert ist.
Seit 2011 veröffentlicht Arend zudem Sachbücher und DVDs. Zweimal erhielt sie die Auszeichnung „Yogabuch des Jahres“.

## Veröffentlichungen
- Gesund durch Yin Yoga. Der sanfte Weg, deinen Körper von alltäglichen Beschwerden und seelischen Belastungen zu befreien. Südwest, München 2016, ISBN 978-3-517-09457-1.
- Vital und gesund durch Faszien Massage. Übungen zur Selbsthilfe, um schmerzfrei, beweglich und kraftvoll zu werden. Schirner, Darmstadt 2015, ISBN 978-3-8434-1217-9.
- Detox mit Yin und Yang Yoga. Der sanfte Weg, deinen Körper ganzheitlich zu entgiften und neue Kraft zu tanken. Südwest, München 2014, ISBN 978-3-517-09270-6.
- Der Sonnengruß – surya namaskar. Mit zusätzlicher Variante aus dem Yin-Yoga. Schirner, Darmstadt 2014, ISBN 978-3-8434-5107-9.
- Hotelzimmer-Yoga. Improvisieren auf kleinstem Raum. Schirner, Darmstadt 2013, ISBN 978-3-8434-5065-2.
- Yin Yoga & Yang Yoga. Sanft und kraftvoll zur inneren Mitte. DVD, Schirner, Darmstadt 2013, ISBN 978-3-8434-8227-1.
- Yin Yoga. Der sanfte Weg zur inneren Mitte. Schirner, Darmstadt 2011, ISBN 978-3-8434-1038-0.
- Yin Yoga. Der sanfte Weg zur inneren Mitte. DVD, Schirner, Darmstadt 2011, ISBN 978-3-8434-8201-1.

## Auszeichnungen
- 2014: Yogabuch des Jahres für Der Sonnengruß – surya namaskar
- 2011: Yogabuch des Jahres für Yin Yoga